# Коrsика
«Ко́rsика» — российская рок-группа, основанная в 2006 году в Москве. Названа по имени острова в Средиземном море, только в названии используются латинские «rs».

## История
Начало
До Коrsики была группа «Цитадель ветров», с которой всё и началось: Олег Михайлов — вокалист и один из основных авторов музыки, Артём Ефимов — ударные и Юлия Кей — тексты, арт-менеджер. Встретились они в созданной ими группе «Цитадель ветров» в 2002 году. История группы Коrsика началась 16 декабря 2006 года, тогда и состоялся первый концерт группы, одновременно являющийся и последним концертом «Цитадели ветров».
«Играй!» (2007)
19 апреля 2007 года Коrsика выпустила свой первый альбом «Играй!». В мае 2007 года группу покинула клавишница Людмила Михайлова. Ей на смену в июне приходит Павел Панов. После выхода альбома группа отыграла тур в его поддержку в ряде крупных городов России, на байкфестах «Малоярославец'07» и «Тамань'07», в Крыму, Ереване и большие заключительные концерты в Москве и Санкт-Петербурге.
«Романтика» (2007)
В октябре 2007 года Коrsика объявила о подготовке к выходу второго своего релиза — альбома «Романтика». Альбом вышел и был презентован 8 декабря 2007 года на концерте в честь дня рождения коллектива в московском клубе «Plan B». Тур в поддержку альбома охватил несколько крупных городов России и ярко финишировал на ставшем уже традиционным для группы байкфесте в Малоярославце. Осенью 2007 года из группы ушёл бас-гитарист Константин Герасименко, на смену которому в ноябре пришёл Василий Ионов.
«Апокалипсис afterparty» (2008—2009)
С января 2008 года группа начала работу над новым альбомом. Но в начале января опять происходят изменения в составе: из группы уходит гитарист Александр Казанцев. Ему на смену в феврале пришёл Виталий Крымский. Но работа над альбомом на этом не остановилась и уже в марте 2008 года песня «Охотник» появилась на «Нашем радио». А летом 2008 года Коrsика сыграла на альтернативной сцене фестиваля «Нашествие 2008». Именно там группа презентовала абсолютно новую программу — 4 песни с альбома «Апокалипсис afterparty». До выхода альбома Коrsика активно гастролировала в Москве, Санкт-Петербурге и других городах, совместно с группами «Легион» и «Catharsis».
В ноябре 2008 года из группы ушёл Василий Ионов. В конце этого года на смену ему пришёл Иван Изотов и в новом составе группа выступила 1 января 2009 года на традиционной «металлической ёлке» в московском клубе «Точка».
19 марта 2009 года альбом «Апокалипсис afterparty» был издан одним из ведущих российских лейблов CD-Maximum, и его презентация состоялась 28 марта в Москве в клубе «Plan B». Альбом привлёк внимание музыкальной прессы и общественности и был высоко оценён ведущими изданиями. В чарте «Top 100 Metal Albums» самого авторитетного российского журнала о тяжёлой музыке «Dark City» альбом занял 1 место. В поддержку нового альбома Коrsика дала множество концертов по городам России и СНГ.
«Альтернативы.net» (2009—2010)
В мае 2009 года группа начала работу над новым альбомом. 13 декабря 2009 года, к своему трёхлетию, Коrsика выпустила интернет-сингл «Коннект», состоящий из двух композиций, который затем вошёл в альбом «Альтернативы.net». 4 апреля 2010 года группа выпустила альбом «Альтернативы.net», в этот же день состоялась и презентация альбома в московском клубе «Точка».
«Точка невозврата» (2010—2012)
1 июля 2010 года на смену бас-гитаристу Ивану Изотову пришёл Павел Полонский, и в новом составе группа выступила на праздничном концерте в честь дня рождения Юлии Кей в московском клубе «Plan B».
17 сентября 2010 года стало известно, что Коrsика исполнит кавер-версию композиции «Возьми моё сердце» группы «Ария», которая вошла в трибьют-альбом «A Tribute to Ария. XXV», вышедший 27 ноября 2010 года.
30 октября 2010 года вышел сингл «На первой полосе», включающий кавер-версию композиции «Возьми моё сердце» группы «Ария».
29 апреля 2011 года на композицию «Коннект» вышел видеоклип.
5 августа группу покидает бас-гитарист Павел Полонский.
8 августа вышел сингл «Воздуха нет», содержащий одноимённую песню, которая должна была войти в будущий альбом группы.
29 октября на московском концерте впервые вместе с группой выступил новый бас-гитарист Руслан Матьязов.
В ноябре 2012 года, после записи альбома «Точка невозврата», из-за творческих разногласий коллектив покинул Артём Ефимов. 1 декабря стало известно, что новым барабанщиком группы стал Михаил Малышев. Альбом «Точка невозврата» вышел 9 декабря, в этот же день состоялась его презентация в Москве.
«Realность» (2013—2014)
17 марта 2013 года в группе появился второй гитарист, им стал Роман Валерьев (Колизей).
8 июня вышел видеоклип на песню «Война и любовь», а 23 июня - мини-альбом «Live in Studio», на котором представлена запись старых песен в студии «вживую», а также кавер.
После концерта 4 июля группу покинул бас-гитарист Руслан Матьязов.
20 октября вышел мини-альбом «Live in Studio — 2».
8 декабря на концерте группа представила публике нового бас-гитариста Диму Бельфа.
4 февраля 2014 года стало известно, что в группе снова смена бас-гитариста. Позже было объявлено имя нового басиста - им стал иностранец Джейсон Вайс (англ. Jason Vise). Впервые он выступил вместе с группой на концерте 8 марта в Москве.
2 июля стало известно, что у Джейсона возникли проблемы с законом в Румынии, и он временно оказался невыездной. В этот же день было объявлено, что сессионно с группой будет выступать Леонид Максимов.

слева направо: А. Ефимов, П. Панов, Ю. Кей, В. Крымский, О. Михайлов, И. Изотов

28 февраля 2014 года группа объявила о начале сбора денежных средств для записи нового альбома методом краудфандинга.
27 июня был выпущен интернет-сингл «Рубежи» с грядущего альбома «Realность», содержащий две песни.
15 июля сбор средств на выпуск альбома был успешно завершён, было собрано 265 200 рублей.
5 сентября альбом «Realность» стал доступен для приобретения в iTunes.
6 октября было объявлено, что группу покидают Павел Панов, Виталий Крымский, Михаил Малышев и Леонид Максимов. 2 ноября состоялся последний концерт группы с участием этих музыкантов в московском клубе «Brooklyn», после чего коллектив ушёл в творческий отпуск.
9 октября вышел видеоклип на песню «Ярость» с альбома «Realность», в котором были использованы кадры из фильма «Школьный стрелок», а сама композиция вошла в официальный саундтрек фильма.
«Взрывая тишину» (2014—2015)
2 ноября 2014 после концерта Олег Михайлов дал интервью рок-порталу «EQ», где рассказал о том, что продолжает сотрудничество с Юлией Кей и готовит две песни. 17 декабря на странице группы в социальной сети «ВКонтакте» информация о новом материале была подтверждена. 26 января 2015 вышел сингл «Возвращение», содержащий две песни.
15 февраля 2015 группа отыграла в Рязани первый после возобновления деятельности концерт в новом составе. 23 июня выходит видеоклип на песню «Город грехов» с альбома «Точка невозврата». В середине года из-за занятости в других проектах коллектив покидает бас-гитарист Тимур Авдали. На смену ему приходит Иван Изотов, ранее уже сотрудничавший с группой. 15 октября группа выпускает видеоклип на песню «Держи рубежи» с альбома «Realность». 1 ноября «Korsика» презентовала в московском клубе «ТеатрЪ» мини-альбом «Взрывая тишину».
«поDARоK» (2016—2017)
6 марта 2016 на концерте в Санкт-Петербурге была презентована песня «Спит твоё сердце». 26 апреля было объявлено, что новым барабанщиком группы стал Григорий Grif Соколов. 27 октября в эфире передачи «Живые» на «Своём Радио» и 4 ноября на концерте, посвящённом празднованию 10-летия коллектива, прошедшем в московском клубе «ТеатрЪ», группа представила песни «X» и «Русская рулетка». 3 апреля 2017 вышел сингл «X», включающий трек «Пока он спит», кавер на песню «Until it sleeps» группы Metallica. 15 сентября вышел альбом «поDARоK». 17 октября был представлен клип на песню «Харли Квинн» с нового альбома.
«RED» (2018—2020)
4 октября 2018 вышел первый сингл «На газ» с будущего альбома, на который с изменённым текстом был снят клип, вышедший 16 января 2019. Второй сингл «Художник» был представлен 12 ноября. 1 марта 2019 группа презентовала клип «Обычные люди» на одноимённую песню с альбома «поDARоK», а 6 октября на концерте в московском клубе «16 тонн» впервые прозвучали ещё две новые песни «Танцуй» и «Там, где нас нет», которая была выложена в студийной версии 23 декабря. 7 декабря на концерте в Санкт-Петербурге группа представила песню «Боевик». 19 февраля 2020 года вышел альбом «RED», а 23 февраля на концерте в Москве была сыграна невошедшая в него песня «Инстаграм». 28 марта на онлайн-выступлении на фестивале «КарантинФест» был представлен кавер «Самоизоляция» на песню группы Сектор Газа «Демобилизация», а 30 марта был выложен клип на этот трек. Таким образом «КОRSИКА» решила поддержать своих поклонников, находящихся на карантине из-за эпидемии COVID-19. 24 июля вышел мини-альбом «Москва 2.0», а 15 апреля 2021 года — мини-альбом «Песочный замок», записанный в феврале-марте 2021-го под руководством Богдана Солодовника, бас-гитариста группы 25/17. 16 июня вышел видеоклип «Завтра точно наступит» на песню с мини-альбома «Песочный замок».
«Мания» (2021—2022)
22 декабря 2021 года вышел первый сингл с будущего альбома «Мания» — перезаписанная песня «Не моя». 13 января 2022 года в преддверии группа выпустила ещё один сингл «Осколки», а 3 февраля ещё одну перезаписанную композицию «Сенсей». 10 февраля вышел кавер на трек «Катится любовь» группы Иван Кайф. 24 февраля вышел альбом «Мания», содержащий 8 перезаписанных песен, 4 новые и один кавер. Перевыпущен 13 октября 2023 года, в тот же день вышел клип на песню «Кристин» с этого альбома.

## Состав

### Действующий
| Состав             |            | Годы                | Другие проекты                                |
| ------------------ | ---------- | ------------------- | --------------------------------------------- |
| Олег Михайлов      | вокал      | с момента основания | экс-Цитадель ветров                           |
| Роман Валерьев     | гитара     | с 2013 года         | Колизей, экс-Эпидемия (клавишные)             |
| Александр Макарцев | гитара     | с 2020 года         | экс-Омела                                     |
| Илья Бодров        | бас-гитара | с 2018 года         | экс-Manic Depression, экс-MAD BAND, экс-Омела |
| Расул Салимов      | клавишные  | с 2015 года         | Greenwitch, экс-Асферикс, экс-Ретрием         |
| Екатерина Сорокина | ударные    | с 2019 года         | Колизей, экс-Aella                            |

- Тексты песен — Юлия Кей, Олег Михайлов, Наталья Горелышева и другие авторы.

### Бывшие участники
|                        |            | Годы                     | Другие проекты |
| ---------------------- | ---------- | ------------------------ | --- |
| Людмила Михайлова      | клавишные  | 2006 — 2007              | экс-Цитадель ветров |
| Константин Герасименко | бас-гитара | 2006 — 2007              | |
| Александр Казанцев     | гитара     | 2006 — 2008              | |
| Василий Ионов          | бас-гитара | 2007 — 2008              | экс-Aion-6, экс-Neverland |
| Павел Полонский        | бас-гитара | 2010 — 2011              | Magura, экс-Драматика, экс-Unia, экс-Синица, экс-Termin X |
| Артём Ефимов           | ударные    | 2006 — 2012              | экс-Цитадель ветров |
| Руслан Матьязов        | бас-гитара | 2011 — 2013              | Команда БАГ, экс-Galathea, экс-Divinior |
| Дима Бельф             | бас-гитара | 2013 — 2014              | Изморозь, Ashen Light, Stigmatic Chorus, Путь Солнца, Тела, экс-Butterfly Temple, экс-Омела, экс-Невидь, экс-Manic Depression, экс-Sinful, экс-Arcane Grail, экс-Divizion S-187, экс-Лир, экс-Идол, экс-Blackcrowned, экс-Vervain, экс-Esgharioth, экс-Revelance, экс-Imperial Age, экс-Шифр Последней Реальности, экс-Новая Модель, экс-Nova |
| Джейсон Вайс           | бас-гитара | 2014                     | |
| Павел Панов            | клавишные  | 2007 — 2014              | Линда, LondON, экс-Алый рассвет |
| Виталий Крымский       | гитара     | 2008 — 2014              | Линда, LondON |
| Михаил Малышев         | ударные    | 2012 — 2014              | Обе-Рек, LondON, экс-Тан-цуй! |
| Леонид Максимов        | бас-гитара | 2014                     | Линда, ANNODOMINI, экс-Маврин |
| Тимур Авдали           | бас-гитара | 2015                     | Обе-Рек |
| Дмитрий Ковалёв        | ударные    | 2015 — 2016              | Колизей (сессионно) |
| Иван Изотов            | бас-гитара | 2008 — 2010, 2015 — 2018 | экс-Артерия, экс-Эпидемия, экс-Radio Чача, экс-Manic Depression, экс-Блондинка Ксю |
| Григорий Соколов       | ударные    | 2016 — 2019              | |
| Максим Пригоцкий       | ударные    | 2019                     | |
| Дмитрий Базилевский    | гитара     | 2015 — 2020              | |

## Дискография
Альбомы
0. Мистика (2003, в составе Цитадели ветров)
1. Играй! (2007)
2. Романтика (2007)
3. Апокалипсис afterparty (2009)
4. Альтернативы.net (2010)
5. Точка невозврата (2012)
6. Realность (2014)
7. поDARоK (2017)
8. RED (2020)
9. Мания (2022)
Мини-альбомы
1. Live in Studio (2013, «живая» запись старых песен в студии, содержит кавер)
2. Live in Studio — 2 (2013, «живая» запись старых песен в студии, содержит 2 кавера)
3. Взрывая тишину (2015)
4. Москва 2.0 (2020)
5. Песочный замок (2021)

Синглы
1. Коннект (2009, вошёл в альбом Альтернативы.net)
2. На первой полосе (2010)
3. Воздуха нет (2011)
4. Сумерки (2013)
5. Рубежи (2014, вошёл в альбом Realность)
6. Возвращение (2015)
7. X (2017)
8. На газ (2018, вошёл в альбом RED)
9. Художник (2018, вошёл в альбом RED)
10. Там, где нас нет (2019, вошёл в альбом RED)
11. Не моя (2021, вошёл в альбом Мания)
12. Осколки (2022, вошёл в альбом Мания)
13. Сенсей (2022, вошёл в альбом Мания)
14. Катится любовь (2022, вошёл в альбом Мания)

Каверы песен
| №  | Название                         | Релиз                          | Год  | Автор        |
| -- | -------------------------------- | ------------------------------ | ---- | ------------ |
| 1. | Возьми моё сердце                | На первой полосе               | 2010 | Ария         |
| 1. | Возьми моё сердце                | A Tribute to Ария. XXV         | 2010 | Ария         |
| 2. | И я рядом (Sky is Over)          | Live in Studio                 | 2013 | Serj Tankian |
| 3. | Моё поколение                    | Live in Studio — 2             | 2013 | Алиса        |
| 4. | Мой дом (Welcome Home)           | Live in Studio — 2             | 2013 | Radical Face |
| 5. | Падший                           | A Tribute to Маврин. XV        | 2013 | Маврин       |
| 6. | Пока он спит (Until It Sleeps)   | X                              | 2017 | Metallica    |
| 7. | Пыль на ветру (Dust in the Wind) | Передача «Живые» от 12.02.2018 | 2018 | Kansas       |
| 8. | Самоизоляция (Демобилизация)     |                                | 2020 | Сектор Газа  |
| 9. | Катится любовь                   | Мания                          | 2022 | Иван Кайф    |

В сборниках
| №  | Композиция | Сборник            | Год  |
| -- | ---------- | ------------------ | ---- |
| 1. | Это рок!   | Украдено из студии | 2009 |

## Видеография
| №   | Название                                                                | Тип       | Год  | Режиссёр                  |
| --- | ----------------------------------------------------------------------- | --------- | ---- | ------------------------- |
| 0.  | Играй! (в составе Цитадели ветров)                                      | видеоклип | 2006 |                           |
| 1.  | Это рок!                                                                | видеоклип | 2007 |                           |
| 2.  | Остаться в живых Архивная копия от 5 января 2020 на Wayback Machine     | видеоклип | 2009 |                           |
| 3.  | Воздуха нет Архивная копия от 28 марта 2020 на Wayback Machine          | видеоклип | 2011 |                           |
| 4.  | Коннект Архивная копия от 15 октября 2016 на Wayback Machine            | видеоклип | 2011 | Алексей Голенков          |
| 5.  | Война и любовь Архивная копия от 5 октября 2016 на Wayback Machine      | видеоклип | 2013 | Сергей и Валерий Егоровы  |
| 6.  | Клуб 27                                                                 | видеоклип | 2013 |                           |
| 7.  | Ярость Архивная копия от 10 февраля 2020 на Wayback Machine             | видеоклип | 2014 | Екатерина и Вадим Шатровы |
| 8.  | Город грехов                                                            | видеоклип | 2015 | Юлий Кудрявцев            |
| 9.  | Держи рубежи                                                            | видеоклип | 2015 | Юлий Кудрявцев            |
| 10. | Харли Квинн Архивная копия от 10 февраля 2020 на Wayback Machine        | видеоклип | 2017 |                           |
| 11. | На газ                                                                  | видеоклип | 2019 |                           |
| 12. | Обычные люди Архивная копия от 15 февраля 2020 на Wayback Machine       | видеоклип | 2019 |                           |
| 13. | Самоизоляция                                                            | видеоклип | 2020 |                           |
| 14. | Завтра точно наступит Архивная копия от 24 июня 2021 на Wayback Machine | видеоклип | 2021 |                           |
| 15. | Кристин                                                                 | видеоклип | 2023 | Виктор Зибарев            |